# William Hickey
William Edward Hickey (Nueva York, 19 de septiembre de 1927-Nueva York, 29 de junio de 1997) fue un actor estadounidense. Fue conocido por su papel como Don Corrado Prizzi en la película de John Huston de 1985 El honor de los Prizzi, por el cual fue nominado a un premio Óscar. 

## Biografía
Hickey nació en Brooklyn y era hijo de Nora y Edward Hickey, quienes eran de ascendencia irlandesa. Tuvo una hermana mayor, Dorothy Finn. Hickey empezó a actuar en la radio en 1938. 
Hickey disfrutó de una larga y exitosa carrera en el cine, la televisión y el teatro. Además de su trabajo como actor, fue un respetado maestro de la embarcación. Destacó por su singular voz grave y algo poco convencional apariencia, y en sus últimos años a menudo actuó en papeles de hombres viejos e inteligentes, pero de carácter irritable. Sus personajes a veces poseían una tendencia hacia lo macabro.
Hickey murió de enfisema y bronquitis en 1997. Está enterrado en el Cementerio Evergreens en Brooklyn, Nueva York. Su última película, MouseHunt (en la que desempeña el rol del moribundo padre de los personajes de Nathan Lane y Lee Evans), fue estrenada seis meses después de su muerte.

## Filmografía seleccionada

### Teatro en Nueva York
- Miss Lonelyhearts (1957)
- The Body Beautiful (1958)
- Happy Birthday, Wanda June (1970)
- Advertencias de la artesanía (1972)
- A Electra le sienta bien el luto (1972)
- Thieves (1974)
- Arsénico y encaje antiguo (1986)

### Cine
- Twisted (1997): Andre
- MouseHunt (1997): Rudolf Smuntz
- The Jerky Boys (1995): "Tío Freddy"
- Forget Paris (1995): Gran Arthur
- Mayor Payne (1995): Decano de la academia
- The Nightmare Before Christmas (1993): voz del Doctor Finklestein
- My Blue Heaven (1990): Billy Sparrow
- Tales from the Darkside: The Movie (1990): Drogan (en el segmento "Cat from Hell").
- Sea of Love (1989): Frank Keller, Sr.
- National Lampoon's Christmas Vacation (1989): Tío Lewis
- Puppet Master (1989): André Toulon
- Bright Lights, Big City (1988, Noches de neón): Hombre del hurón.
- A Hobo's Christmas (1987): Cincinnati Harold
- One Crazy Summer (1986): Viejo Beckersted
- El nombre de la rosa (1986): Ubertino da Casale
- Remo Williams: The Adventure Begins (1985): Anunciante de Coney Island.
- El honor de los Prizzi (1985): Don Corrado Prizzi (Premio de la Academia nominación a Mejor Actor de Reparto).
- The Sentinel: (1977) Perry.
- 92 in the Shade (1975): Sr. Skelton.
- The Telephone Book (1971): Hombre en la cama
- Pequeño Gran Hombre (1970): Historiador
- El estrangulador de Boston (1968): Eugene T O'Rourke.
- Los productores (1968, Los productores): Borracho
- A Hatful of Rain (1957): Apples.

### Televisión
- Baby Talk - Cecil Fogarty; 5 episodios en 1991.
- Between Time and Timbuktu - Stony Stevenson
- The Equalizer - Mr. Kendall; episodio: "To Heiress Human".
- Wings - Carlton Blanchard
- Apariciones en The Outer Limits (versión de 1990), L. A. Law, Las aventuras de Pete & Pete, Tales from the Crypt, en Miami Vice, The Tracey Ullman Show, Tales from the Darkside, y Salón de la Fama de Hallmark.

## Premios y distinciones
Premios Óscar
| Año  | Categoría              | Película               | Resultado |
| ---- | ---------------------- | ---------------------- | --------- |
| 1986 | Mejor actor de reparto | El honor de los Prizzi | Nominado  |